# Streptocephalus bourquinii
Streptocephalus bourquinii är en kräftdjursart som beskrevs av Hamer och Appleton 1993. Streptocephalus bourquinii ingår i släktet Streptocephalus och familjen Streptocephalidae. Inga underarter finns listade i Catalogue of Life.